# ヤマトタカハシ 敦賀昆布館
ヤマトタカハシ 敦賀昆布館（ヤマトタカハシ つるがこんぶかん）は、福井県敦賀市にあった企業博物館。略称は敦賀昆布館（つるがこんぶかん）である。

## 概要
ヤマトタカハシが運営していた企業博物館で、1987年（昭和62年）6月に開設された。
同館では昆布製品や昆布を使った調味料や菓子など200種類以上の昆布関係のオリジナル製品を販売し、下記の各コーナーも併設していた。
店舗（売店）以外のコーナー
- 昆布館オリジナルの映画視聴室（スーパーシアター）
- 昆布に関する展示コーナー
- 製造機械の展示コーナー
- 昆布茶試飲コーナー（無料）

しかし、新型コロナウイルスの感染拡大により、2022年（令和4年）2月14日から営業を休止した後、同年5月31日に閉館した。

## アクセス
閉館時点の情報を記載する。
- JR北陸本線・小浜線 敦賀駅からぐるっと敦賀周遊バス（ショッピングルート）で「昆布館」停留所下車[1]（閉館のため、停留所は2022年7月31日をもって廃止[4]）。
- 北陸自動車道 敦賀ICから車で10分[1]。

## マスコット
- 同社のマスコットキャラクター、「こんぶくん」は当館の所属だった[5]。